# Lentas
Lentas (řecky Λέντας) je malá vesnice na jižním pobřeží Kréty. Náleží k regionální jednotce Iraklio a v jejím rámci do obce Gortyn. Rozkládá se na místě antického přístavu Lebena, ve své době proslulého chrámem boha Asklépia. V roce 2011 měla vesnice 80 obyvatel.

## Historie

### Antická a středověká Lebena
Počátky osídlení na území dnešního Lentasu spadají do období neolitu. Na vrchu Leontas byla objevena keramika z této doby. Raně mínojské sídliště z období přibližně 2600–2000 př. n. l. se nacházelo na návrší Anginaropapouro zhruba půl kilometru severně od dnešní vesnice. Tomuto sídlišti patřily bohatě vybavené komorové hroby, vykopané v nedalekých lokalitách Papoura, Yerokambos a Zervou.

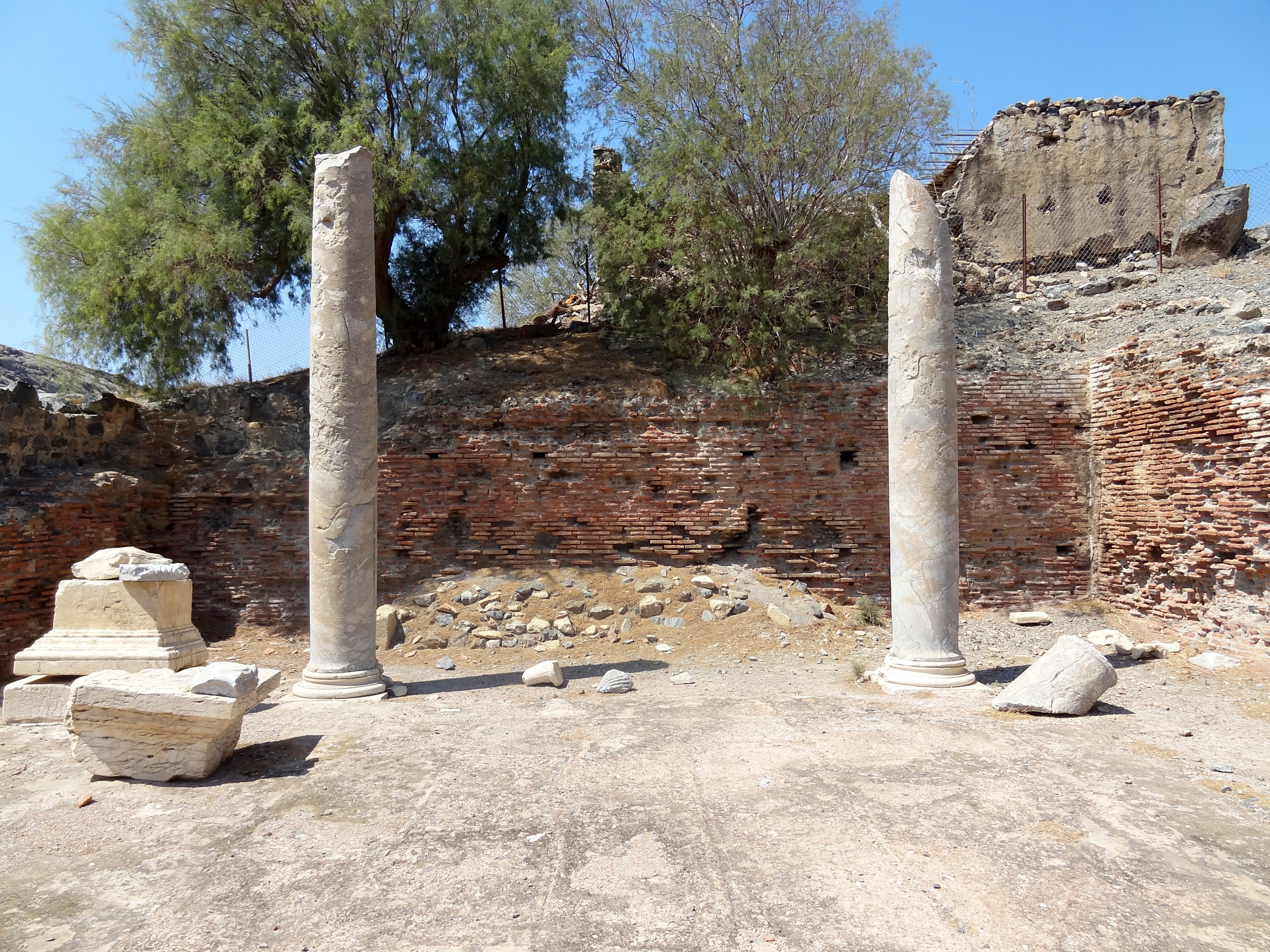
Sloupy Asklépiova chrámu

 Rozkvět osady, nastal ve 4. století př. n. l., kdy zde byl objeven léčivý pramen. V té době zde vznikla svatyně, zasvěcená bohu Asklépiovi, která postupně procházela stavebním vývojem. Nejstarší částí je mozaika Hippokampa, bájného zvířete, napůl koně a napůl ryby. Ta je umístěna na podlaze thesauru, pokladnice, kam se ukládaly votivní dary božstvu. Chrám obklopovaly dvě stoy (arkády), z nichž se dochovaly základy a zbytky sloupů. Klenutý přístup k pramenu, dnes už bez vody, je zasypaný. Dominantu svatyně, nacházející se v severním sousedství intravilánu Lentasu, tvoří dva mramorové sloupy, vysoké 4,70 m.

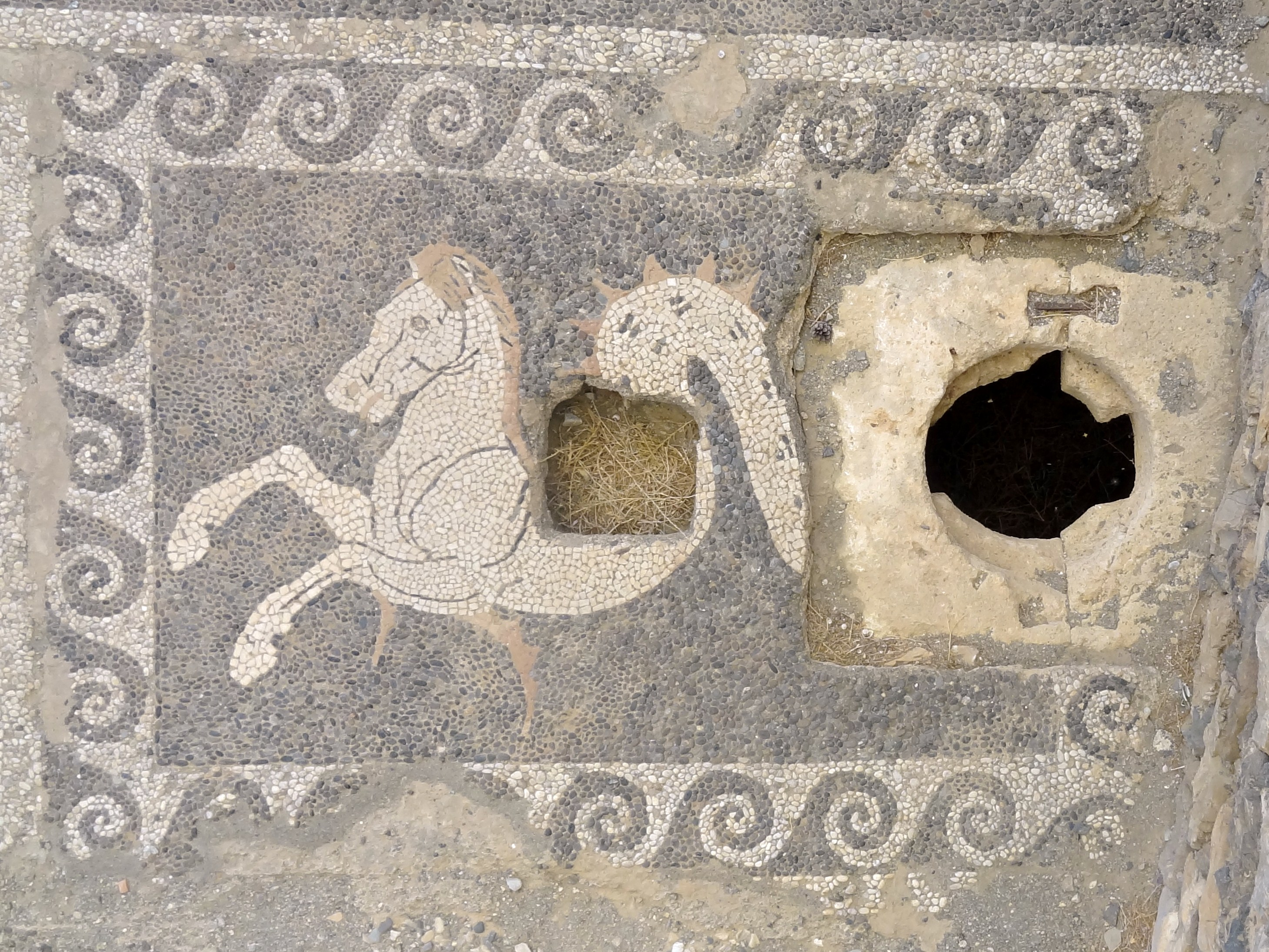
Mozaika Hippokampa

 Lebena byla jedním ze dvou přístavů Gortynu, který se po dobytí Kréty Římany v roce 67 př. n. l. a pak po celé helenisticko-římské období do roku zhruba 300 stal správním centrem celého ostrova. Do té doby také spadá největší rozmach Lebeny. V té době byla postavena většina viditelných pozůstatků svatyně včetně sloupů. O návštěvnosti místa svědčí množství základů římských budov, z nichž některé sloužily jako ubytovny pro poutníky, po celém areálu dnešního Lentasu.
Od konce 3. století se Kréta stala provincií Byzantské říše. S tím přišlo na ostrov křesťanství, které začalo vytlačovat původní náboženství. V důsledku toho přestala plnit své poslání i svatyně v Lentasu. Na přelomu 5. a 6. století ji nahradila trojlodní bazilika s nartexem, postavená poblíž. Její rozměry činily 26 x 14,5 m. Na stavbu se použil materiál ze zrušeného Asklepiova chrámu. Z kostela se dochoval pozitiv půdorysu a části sloupů a architektonických článků. Doba zániku baziliky není známa, pravděpodobně se tak stalo mezi lety 828–961, kdy Krétu ovládli Arabové. V prostoru zničené baziliky byl ve 14. nebo 15. století postaven kostelík sv. Jana Evangelisty, který se dochoval do dnešních časů. V roce 1586 zakreslil podobu zbytků chrámu Onorio Belli, který putoval po Krétě a pořizoval plánky antických památek. Už tehdy byla Lebena zpustošena a opuštěna.

### Novodobý Lentas

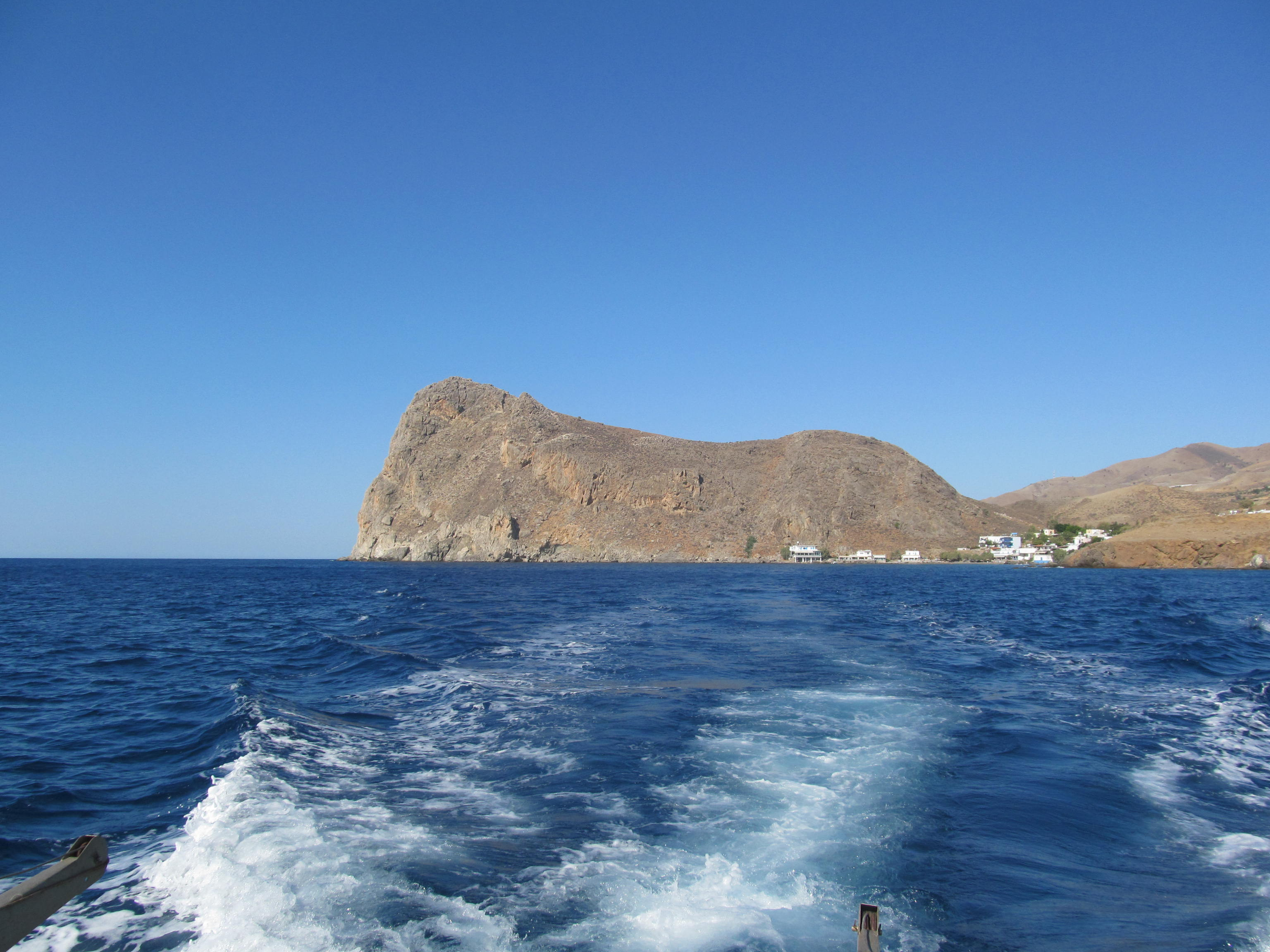
Lví skála

Současná vesnice odvozuje svůj název od mohutné skály v podobě lva (Λέντας = řecky lev), která uzavírá záliv na západě. Když v roce 1865 navštívil místo anglický geolog Thomas Spratt, bylo místo stále ještě pusté. V letech 1900, 1910 a 1912–1913 zde prováděli archeologický výzkum Italové Frederico Halbherr a Luigi Pernier.
Po první světové válce byla vybudována silnice spojující Lentas s centrální krétskou planinou Messara, což umožnilo vznik nového osídlení. Nicméně ještě v roce 1928 stály na pobřeží jen dva domy. Lentas se začal rozrůstat až počátkem 70. let s rozvojem turistiky. Oblast Lentasu byla oblíbeným místem pobytu hippies. Turistika je – kromě zemědělství – jediným zdrojem obživy místních. Většina majitelů zdejších taveren a ubytovacích zařízení má trvalá bydliště ve vnitrozemí a v Lentasu pobývají jen během turistické sezóny. Do obce zajíždí dvakrát denně školní autobus.

## Galerie

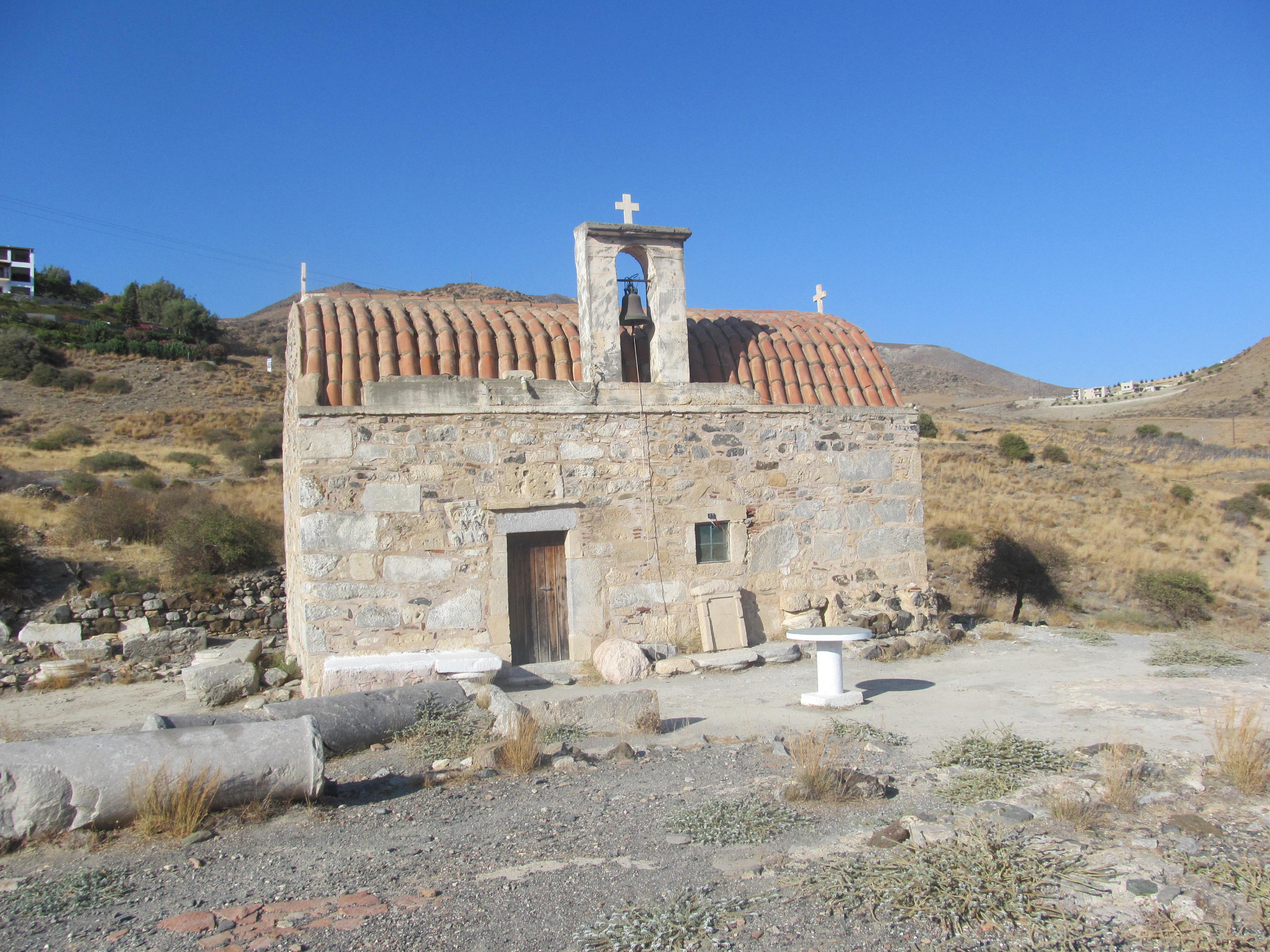
Kostelík sv. Jana na místě baziliky
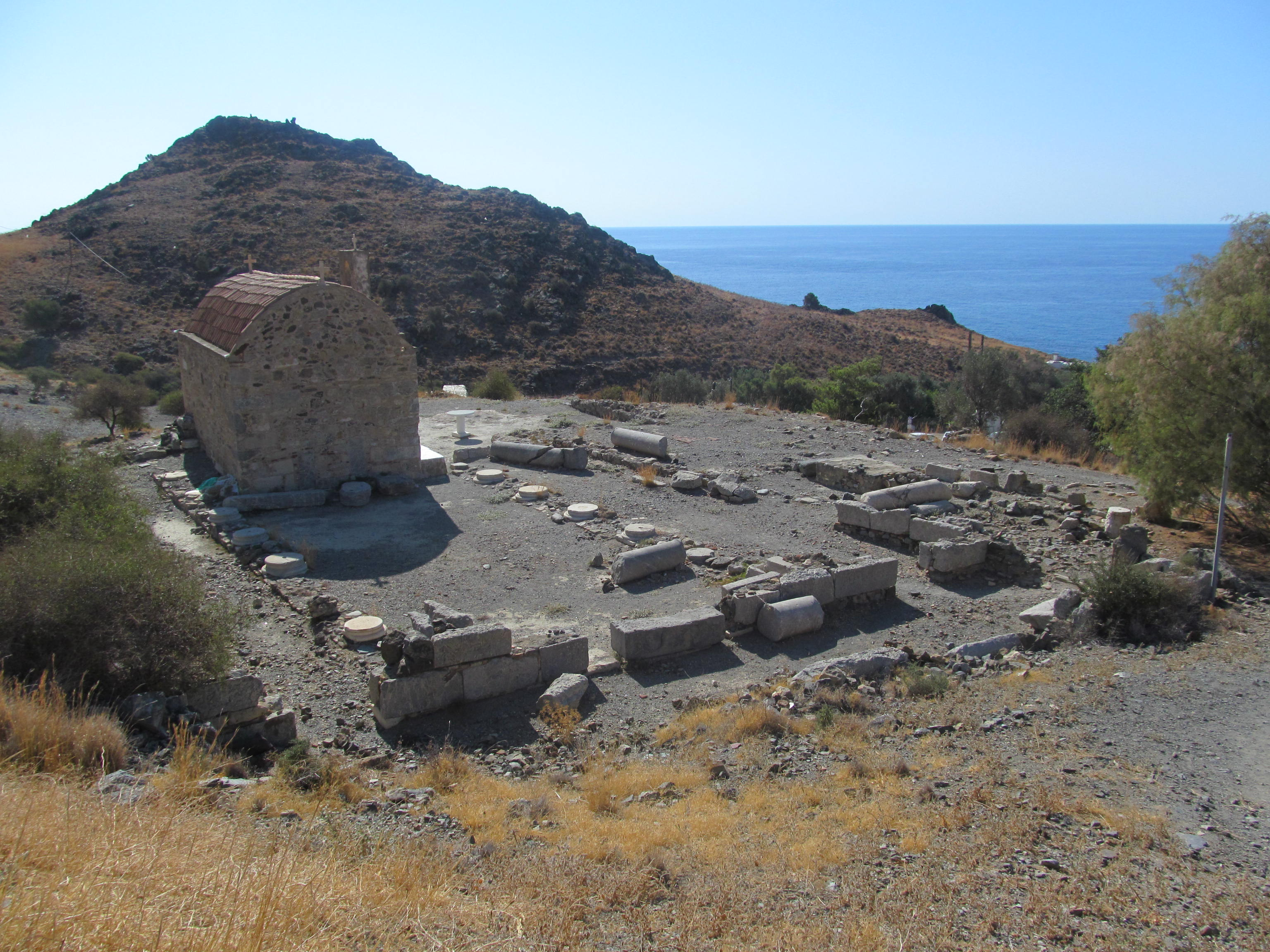
Základy byzantské baziliky s kostelíkem sv. Jana, v pozadí skála Psamidomouri
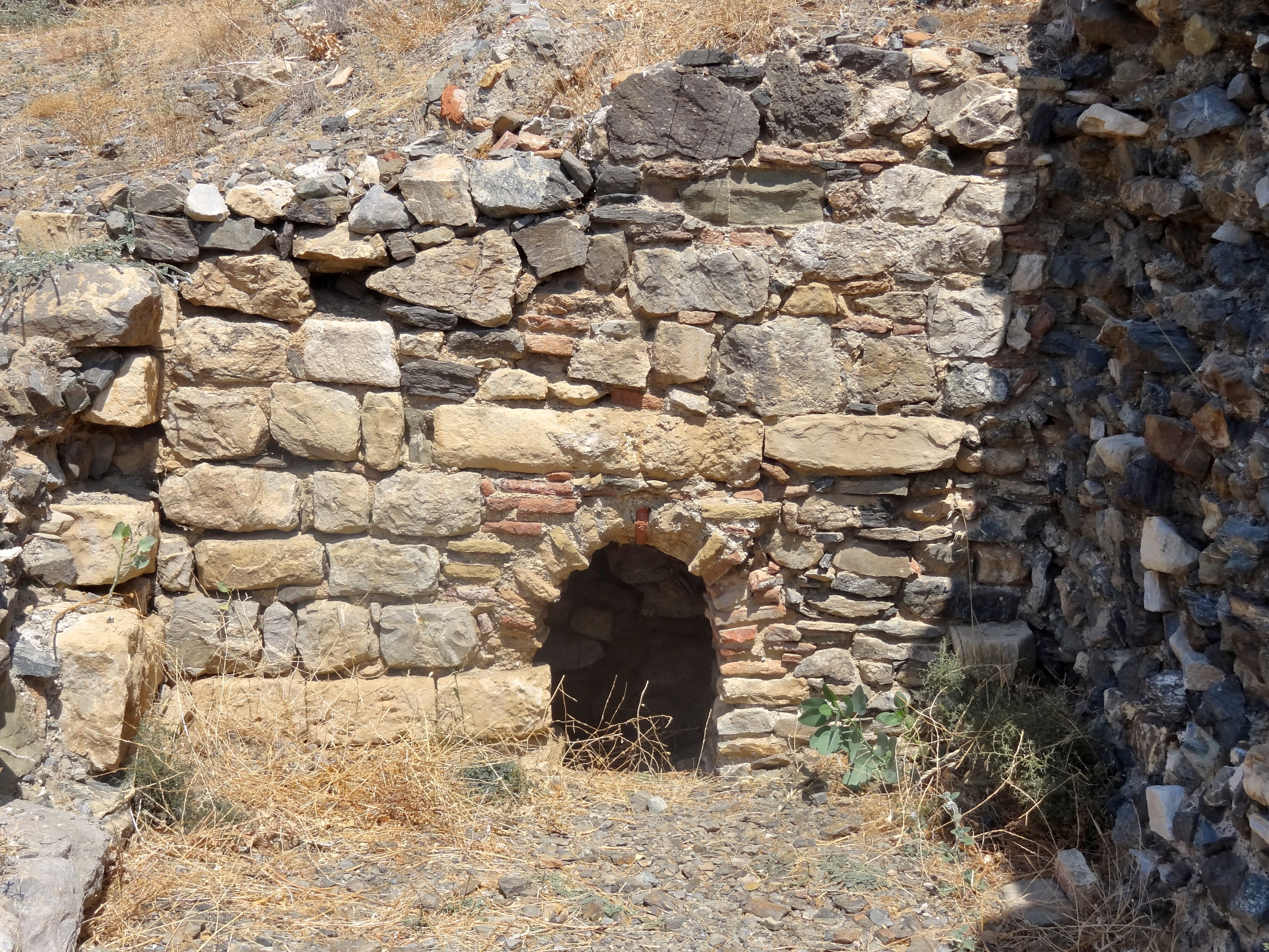
Vchod k posvátnému prameni v areálu Asklépiovy svatyně
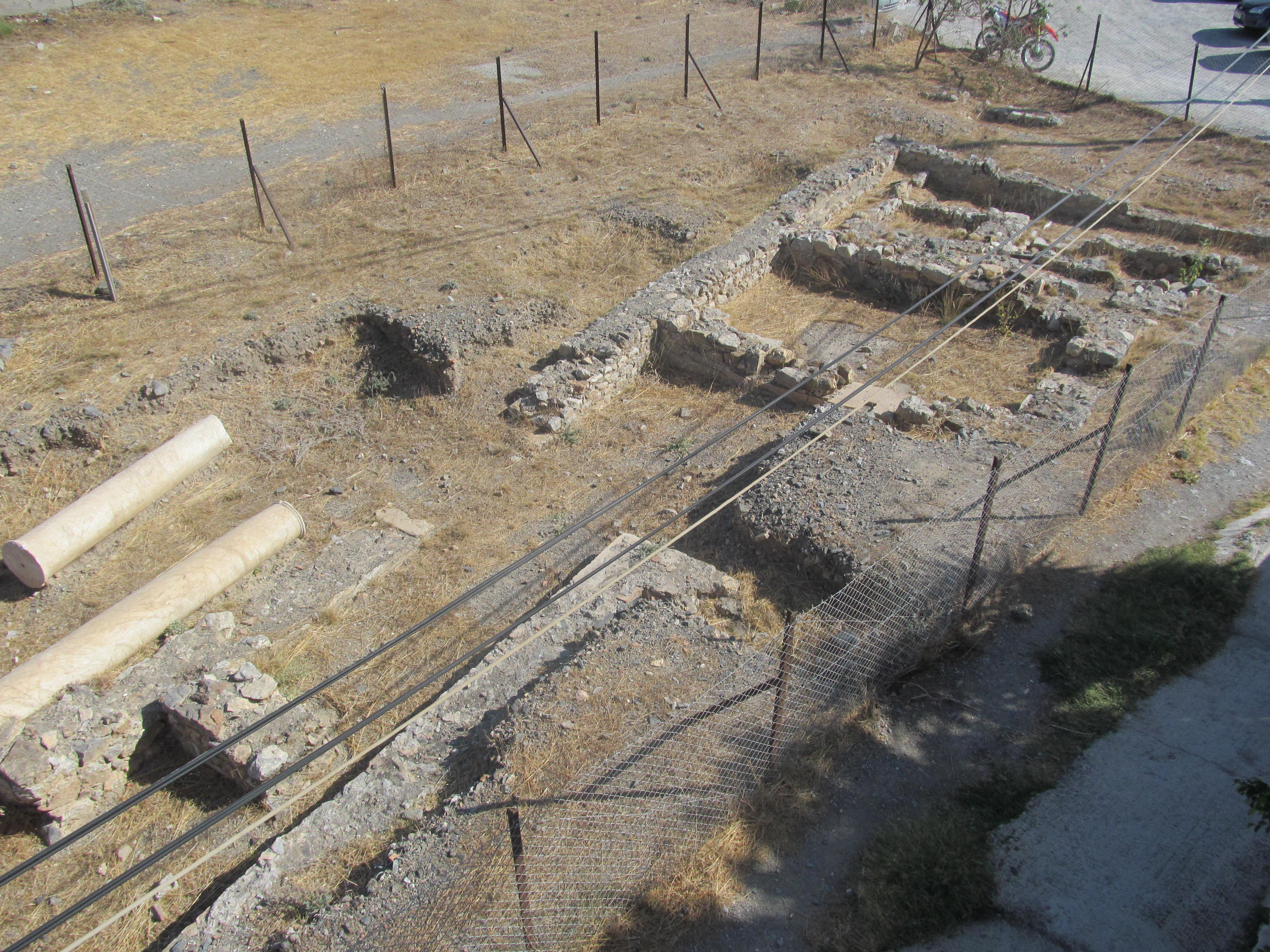
Základy římského domu jižně od Asklépiovy svatyně